# Macronyssidae
Macronyssidae es una  familia de ácaros parásitos perteneciente al orden  Mesostigmata.

## Géneros
La familia contiene los siguientes géneros:
- Arachnyssus Ma Liming, 2002
- Argitis Yunker & Saunders, 1973
- Bdellonyssus Fonseca, 1941
- Chiroecetes Herrin & Radovsky, 1974
- Chiroptonyssus Auguston, 1945
- Coprolactistus Radovsky & Krantz, 1998
- Glauconyssus K. Uchikawa, 1991
- Hirstesia Fonseca, 1948
- Kolenationyssus Fonseca, 1948
- Lepidodorsum R.C.Saunders & Yunker, 1975
- Liponyssus Kolenati, 1858
- Macronyssus Kolenati, 1858
- Mitonyssoides C. E. Yunker, F. S. Lukoschus & K. M. T. Giesen, 19901990
- Mitonyssus C. E. Yunker & F. J. Radovsky, 1980
- Neoichoronyssus Fonseca, 1941
- Neoliponyssus Ewing, 1929
- Nycteronyssus Saunders & Yunker, 1973
- Ophionyssus Mégnin, 1883
- Ornithonyssus Sambon, 1928
- Oudemansiella Fonseca, 1948
- Parichoronyssus Radovsky, 1966
- Pellonyssus Clark & Yunker, 1956
- Radfordiella Fonseca, 1948
- Steatonyssus Kolenati, 1858
- Synasponyssus Radovsky & Furman, 1969
- Trichonyssus Domrow, 1959